# The Original Cowboy
The Original Cowboy is een demoalbum van de Amerikaanse punkband Against Me! en bevat nummers uit de opnamesessies voor het studioalbum Against Me! as the Eternal Cowboy uit 2003. De demo werd op 7 juli 2009 door Fat Wreck Chords uitgegeven. De mastering werd in 2009 gedaan door Emily Lazar en Joe LaPorta. Het label gaf een gratis muziekdownload uit van het nummer "Unsubstantiated Rumors (Are Good Enough for Me to Base My Life On)" vóór de uitgave van de demo zelf.

## Nummers
1. "A Brief Yet Triumphant Introduction / Cliché Guevara" - 3:40
2. "Mutiny on the Electronic Bay" - 1:13
3. "T.S.R." - 1:39
4. "Rice and Bread" - 1:39
5. "Cavalier Eternal" - 2:52
6. "Unsubstantiated Rumors (Are Good Enough for Me to Base My Life Upon)" - 1:29
7. "Slurring the Rhythms" - 2:41
8. "You Look Like I Need a Drink / Turn Those Clapping Hands Into Angry Balled Fists" - 7:02